# Авиляно Умбро
Авиля̀но У̀мбро (на италиански: Avigliano Umbro) е малко градче и община в Централна Италия, провинция Терни, регион Умбрия. Разположено е на 441 m надморска височина. Населението на общината е 2671 души (към 2010 г.).